# Tour de Vendée 2000
Il Tour de Vendée 2000, ventinovesima edizione della corsa e valida come evento del circuito UCI categoria 1.3, si svolse il 23 aprile 2000 per un percorso totale di 200,2 km. Fu vinta dall'estone Jaan Kirsipuu che terminò la gara con in 4h45'16" alla media di 41,11 km/h.
Al traguardo 111 ciclisti portarono a termine il percorso.

## Ordine d'arrivo (Top 10)
| Pos. | Corridore         | Squadra         | Tempo    |
| ---- | ----------------- | --------------- | -------- |
| 1    | Jaan Kirsipuu     | AG2R Prév.      | 4h45'16" |
| 2    | Jay Sweet         | BigMat          | s.t.     |
| 3    | Ludovic Capelle   | Ville Charleroi | s.t.     |
| 4    | Aljaksandr Usaŭ   | Phonak          | s.t.     |
| 5    | Leonardo Guidi    | F. des Jeux     | s.t.     |
| 6    | Sébastien Hinault | Crédit Agricole | s.t.     |
| 7    | Sergej Jakovlev   | Besson Chaus.   | s.t.     |
| 8    | Saulius Ruskis    | Saint-Quentin   | s.t.     |
| 9    | Fabrizio Guidi    | F. des Jeux     | s.t.     |
| 10   | Emanuele Negrini  | Cantina Tollo   | s.t.     |